# Sacsayhuamán

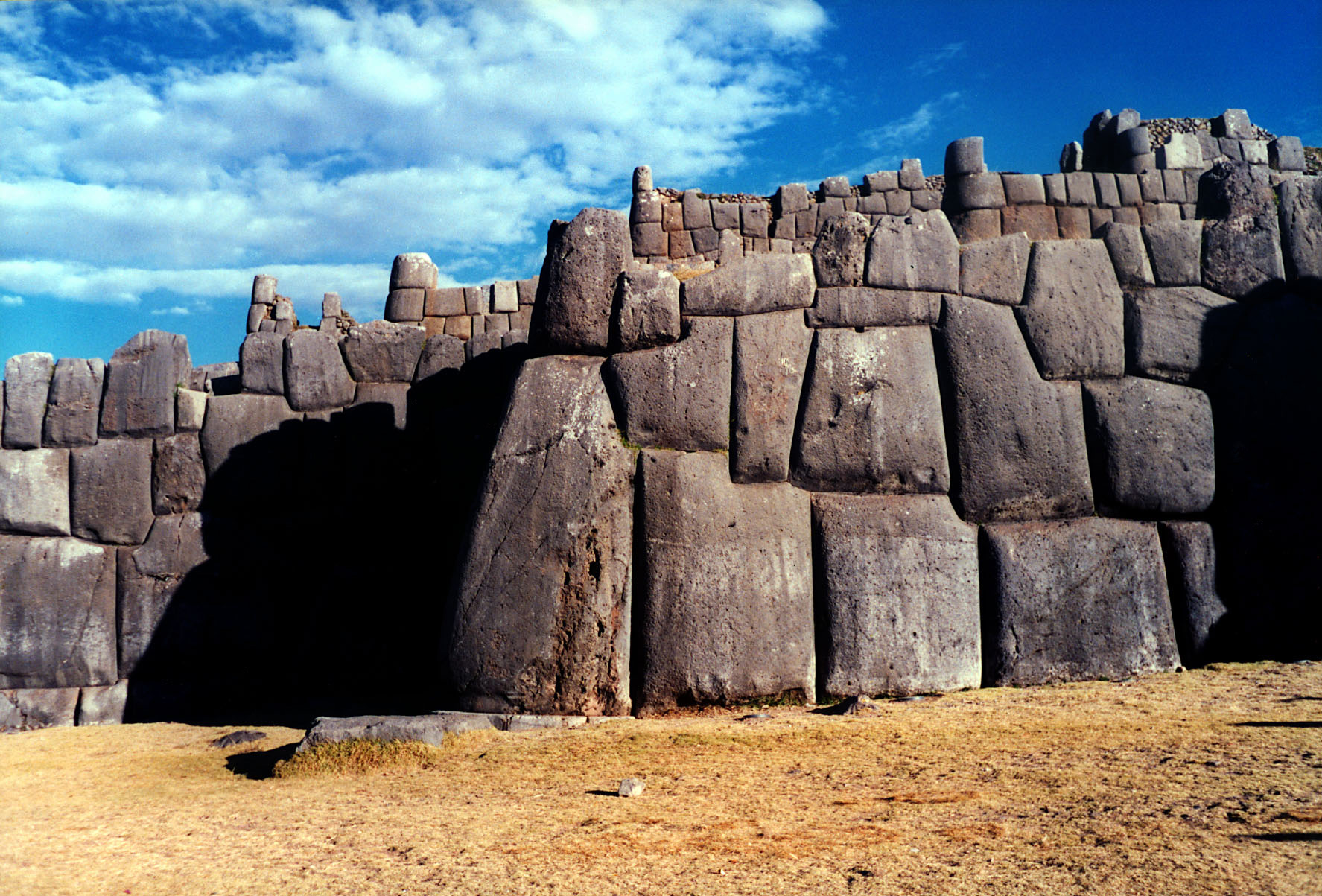
Per a molts arqueòlegs i historiadors, la "fortalesa cerimonial" de Sacsayhuamán és, amb els seus murs megalítics, l'obra arquitectònica més gran que van realitzar els inques durant el seu apogeu

Sacsayhuamán, Saksaywaman, Saqsaywaman, Sasawaman, Saksawaman, Sacsahuayman, Sasaywaman (cf. aimara saqsaw, 'satisfacció', i waman, 'falcó', és a dir, 'Falcó satisfet') és una fortalesa cerimonial inca que és a dos quilòmetres al nord de la ciutat de Cusco. Es va començar a construir durant el govern de Pachacútec, al segle xv; tanmateix, va ser Huayna Cápac qui li va donar el toc final el segle xvi.
Sacsayhuamán va ser construïda originàriament amb propòsits militars per defensar-se de tribus invasores que amenaçaven l'Imperi Inca. L'Inca Pachacútec en va començar la construcció a una data posterior a 1438. El cronista Garcilaso de la Vega diu que les obres van durar uns cinquanta anys fins al període de Wayna Qhapaq i s'havia acabat a l'arribada dels conquistadors espanyols.
Des de la fortalesa, hi ha una singular vista panoràmica dels voltants, incloent-hi la ciutat del Cusco.

## Ubicació
L'emplaçament cerimonial de Sacsayhuamán és a dos quilòmetre de Cusco, capital de l'antic Imperi Inca a una alçada de 3.700 m. Té una extensió de 3.093 hectàrees. La vall es troba voltada per les muntanyes Ausangate, Pachatusán i Cinca, i està banyada pel riu Tullumayo. Aquesta zona té un paisatge de gran bellesa, flora i fauna abundants, entre la qual destaquen les llames i els falcons.

## Història

### Època inca (1438-1534)
La construcció de Sacsayhuamán, segons la informació que es pot extreure de les fonts etnohistòriques, hauria estat iniciada durant el regnat de l'Inca Pachacútec; després, continuada durant el govern de Túpac Yupanqui i conclosa amb Huayna Cápac. Durant aquestes tres generacions, segons Inca Garcilaso de la Vega, van ser quatre els il·lustres constructors que van dirigir successivament l'obra.
Del més antic al més recent, aquests personatges van ser: Apu Huallpa Rimachi, Inca Maricanchi, Acahauna Inca i Callacunchuy. A aquests arquitectes es deu el disseny de Sacsayhuamán, que segons molts cronistes, a part de la funció cerimonial i militar que complia, també representava un cap que, junt amb el complex de la ciutat del Cusco, formava la figura d'un puma.

### Conquesta
El 1536, la fortalesa va ser l'escenari d'una de les batalles més amargues de la conquesta espanyola. Uns dos anys després que Pizarro entrés a Cusco, Manco Inca va recuperar la poc vigilada Sacsayhuamán i la va fer servir com a base per a assetjar els conquistadors de Cusco. Manco estava a punt de derrotar els espanyols quan un desesperat atac per part de Juan Pizarro, germà de Francisco, va aconseguir recuperar Sacsayhuamán i sufocar la rebel·lió. Manco Inca va sobreviure i es va retirar a Ollantaytambo, però gairebé tot el seu exèrcit va morir. La derrota dels inques va deixar una estela de cadàvers que va atraure bandades de còndors. La tragèdia es va immortalitzar incorporant vuit còndors a l'escut d'armes de Cusco.

## Arquitectura

### Disseny
La zona on es troba aquesta fortalesa correspon al cap de l'animal sagrat, i una de les traduccions que té aquesta paraula és, precisament, 'cap de puma'. Pachacútec Inca Yupanqui, el novè Inca, va redissenyar la ciutat i li va donar forma de puma ajagut (el puma és el guardià de les coses terrenals).

Les construccions abasten un espai particularment gran; el que més crida l'atenció són els tres murs de pedra que suggereixen la figura de la fortalesa. 

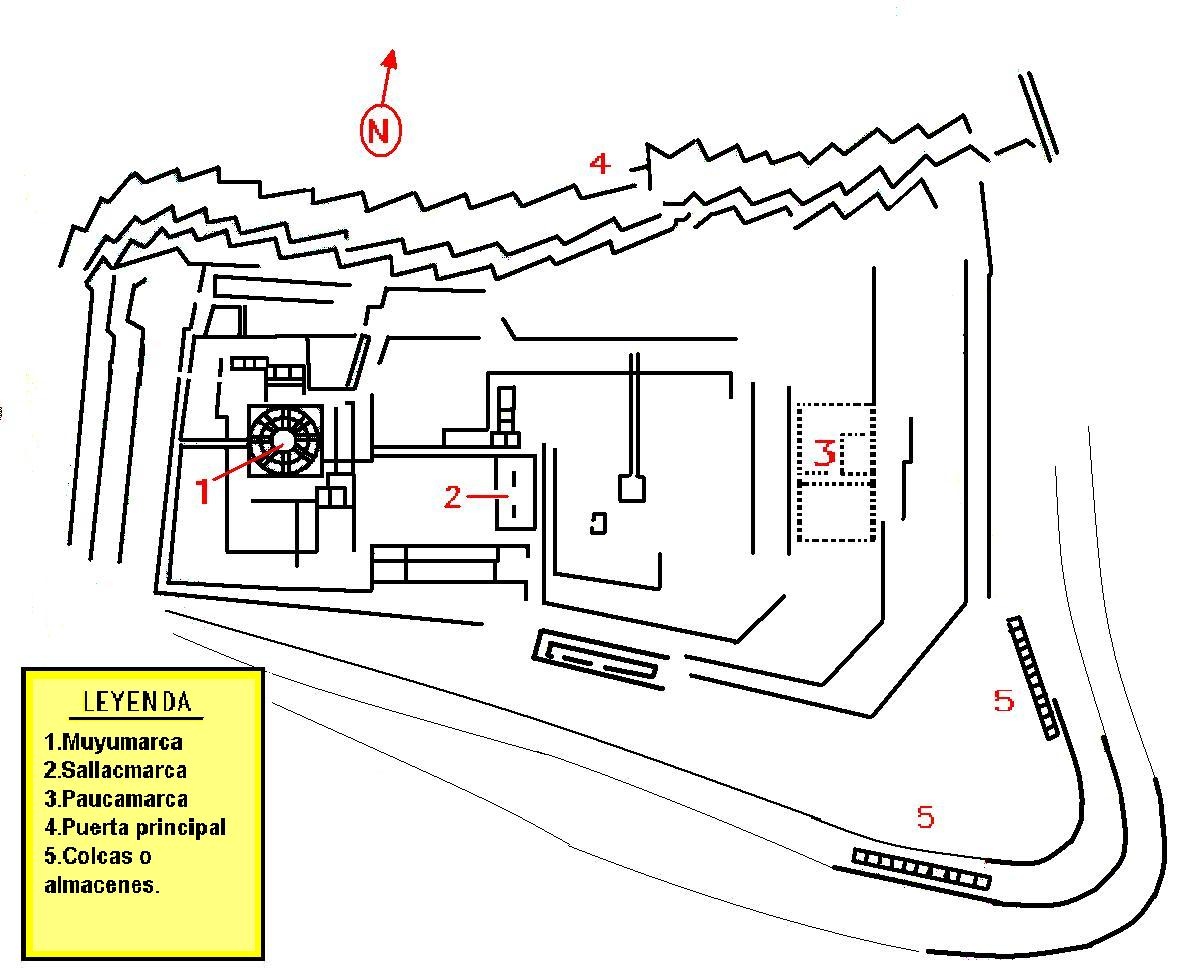
Mapa de Sacsayhuamán

### Característiques

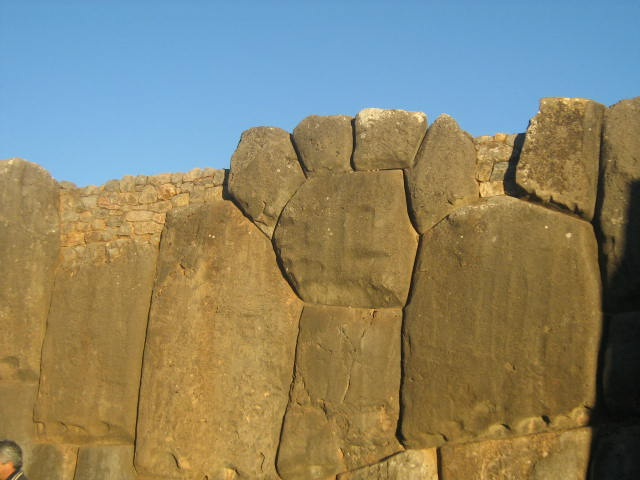
Una urpa de puma feta de pedres.

La construcció per si mateixa és peculiar, ja que algunes de les pedres que es troben allà són gegants i fan que un es pregunti com les van aconseguir transportar. Les pedres van ser encaixades amb una precisió gairebé inimaginable. Resulta inexplicable, per a l'occidental, desxifrar com els inques van poder tallar les pedres amb tal mestria que no entra ni tan sols la làmina d'un ganivet entre dues pedres. El complex també consta d'una espècie de tobogans grans de pedra per on el visitant pot lliscar.
La suavitat vellutada de la pedra ressalta en aquestes formacions. Hi ha figures dissenyades a les pedres i roques, entrades a túnels subterranis o xicanes, amfiteatres, construccions de caràcter ritual, probablement relacionades amb el culte a l'aigua. Aquest lloc va exercir un important rol en les activitats rituals inques.

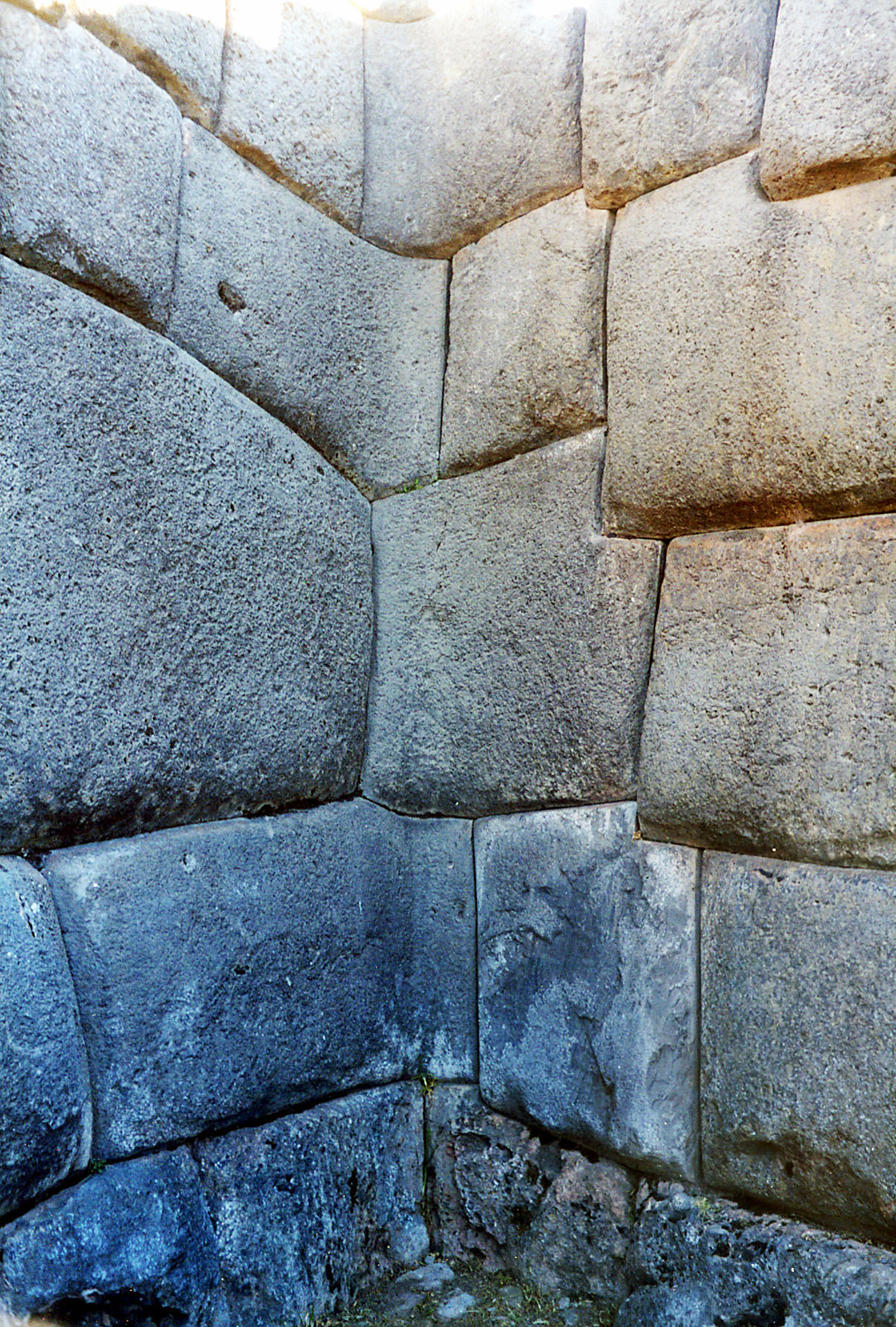
Detall d'un mur

 Es pensa que va ser a una fortalesa militar, on s'entrenaven els guerrers. Hi ha dubtes sobre això, ja que, d'acord amb la forma arquitectural, podria haver tingut una finalitat religiosa i haver estat construït com un gran temple al déu Sol. Tanmateix, durant l'època de la conquesta, va mostrar la seva eficàcia com a fortalesa per defensar la ciutat. La principal característica és la forma en què va ser construïda; té grans blocs de pedra i els més alts assoleixen els 9 m. S'assevera que les obres de construcció van durar cinquanta anys aproximadament, iniciant-se en el període de l'Inca Túpac Yupanqui. Va ser construïda per 20.000 persones.
Dins de la fortalesa, hi havia grans magatzems d'aliments i armes, i també canals per a la distribució de l'aigua.
El tron de l'Inca, ubicat al costat de la fortalesa, consistia en una gran roca tallada i polida en diversos nivells, des d'on el sobirà presidia les festes, celebracions, desfilades i donava ordres.
En l'actualitat, queden vestigis de les tres muralles esglaonades edificades de pedra calcària d'origen sedimentari i formació fasilífera.
Sacsayhuamán està dividida en diferents sectors: Sacsayhuamán, Rodadero, Tron de l'Inca, Warmi K'ajchana, Bany de l'Inca, amfiteatres, Chincana i bases de torrasses, entre d'altres.

Vista panoràmica de les ruïnes

#### Les torrasses

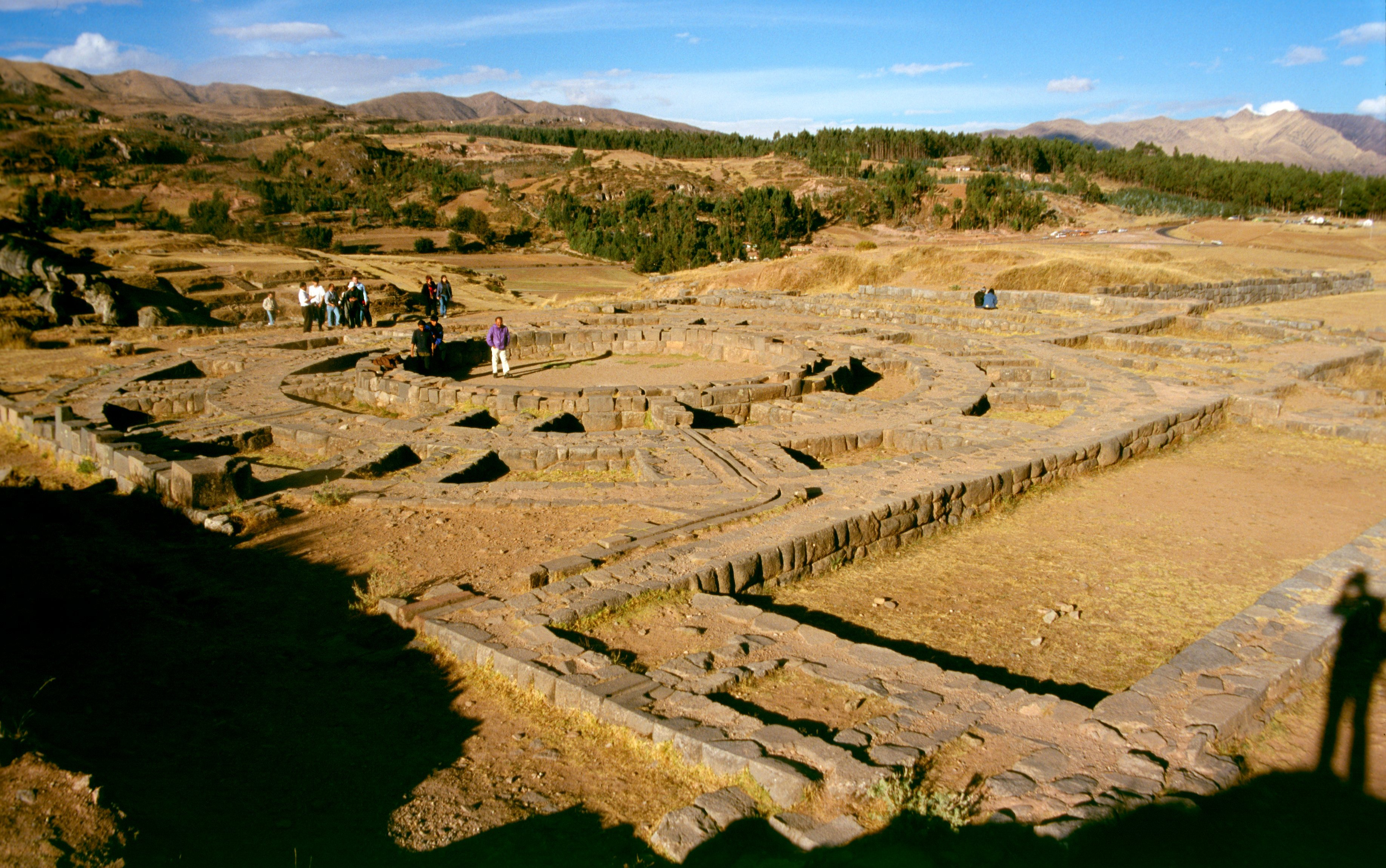
Base de la torrassa de Muyucmarca. No és un calendari solar, com molts diuen

Van existir tres torrasses ubicades a la part superior de la fortalesa: Muyucmarca, Sallacmarca i Paucarmaca.
La primera tenia una forma cilíndrica amb una alçada equivalent a uns quatre pisos i un diàmetre d'uns 22 metres. Se'n trobava en el centre.
La segona va tenir forma quadrangular. Des d'allà s'albirava tota la ciutat del Cusco.
La tercera, també de forma quadrada, estava ubicada en l'altre extrem del Sallacmarca.

#### Temple
La fortalesa va ser l'escenari on els inques adoraven el sol en aquest temple per a cerimònies religioses. Es pensa que desenes de milers de persones es mobilitzaven en les festes especials i hi feien ofrenes.

## Activitats turístiques
Fotografia, recorregut cultural i arqueològic, caminada.

### Inti Raymi
A Sacsayhuamán té lloc, cada 24 de juny, durant el solstici d'hivern, el festival anual de l'Inti Raymi, en què s'escenifica el ritual inca de culte a l'Inti. La gent del voltant es mobilitza amb disfresses acolorides i balla danses típiques, repetint així la tradició dels seus avantpassats.
A aquesta festa, arriben visitants de tot el món que reserven els seus llocs amb molta anticipació.

### Llocs propers a visitar
A partir d'aquí es poden visitar alguns punts molt propers i complementaris. El més proper n'és Kenko, el turó que avui en dia es diu Socorro. Allà s'erigeixen pedres naturals i llaurades i l'Intihuatana, que servia per a mesurar, amb ajuda de la llum solar, el temps. També es pot arribar a Puca Pucara per mitjà de canals i aqüeductes; aquesta construcció presenta pedres llaurades, escons i un altar de sacrificis. El circuit pot acabar a Tambomachay, on hi ha tres boniques fonts i aigua abundant servida per les llacunes de la pampa que separa Cusco de la Vall Sagrada dels Inques.

## Dades addicionals
- D'acord amb imatges obtingudes per radar, Sacsayhuaman es comunica en línia recta amb el Koricancha, amb Marcahuasi (convent de Santa Catalina a Cusco) el temple d'Inca Huiracocha (avui catedral de Cusco), el palau d'Huáscar, el de MancoCápac (Colcampata) i Huamanmarca.
- Les investigacions suggereixen que la perfecta alineació astronòmica dels temples descartaria l'antiga presumpció que els inques només tenien el planeta Venus com a referència astral, sinó que a partir del descobriment es podria establir que també es van guiar pel sol, la lluna, la creu del Sud i les plèiades (estrelles de la constel·lació de Taure).
- Actualment, es pot apreciar només el 20% del que va ser el grup arquitectònic, ja que, durant la conquesta, els espanyols van desmuntar els murs i les torrasses per neutralitzar el seu ús en un eventual atac com el de l'aixecament de Manco Inca el 1536. Les seves pedres van ser aprofitades per a construir cases i esglésies a Cusco.

## Teories sobre la construcció de murs megalítics
Vince Lee és un arquitecte i explorador que ha estat consultat en diversos llocs antics que movien grans megàlits. Teoritzava que els blocs es portaven tallant-los primer i després posant-los a lloc. Això hauria implicat tallar abans de forma precisa per crear les estretes unions a les cavitats existents en el mur. Llavors, es remolcarien cap amunt per una rampa i se situarien a la paret, on es posarien sobre una pila de troncs. Després, es traurien alhora i a poc a poc els troncs per abaixar les pedres fins al lloc previst. Lee va fer-ne proves per veure si funcionaria a petita escala; això suposava l'èxit. En el cas de ser incapaços d'aconseguir a la primera les estretes unions, els inques també haurien estat capaços d'alçar les pedres fent marxa enrere per corregir les seves equivocacions. Lee no va poder aconseguir tanta precisió com els inques, però teoritzava que amb més pràctica podria haver aconseguit unions més precises i haver-ho fet amb pedres més grans.
També va dirigir uns quants experiments a Ollantaytambo per remolcar pedres megalítiques. Això també el va dur a un èxit limitat. Va dirigir un experiment en què intentaven abaixar una pedra d'una tona muntanya avall. Perdien el control d'aquesta pedra i rodava avall. Aquesta probablement no és la manera com els inques ho feien, ja que en controlarien el transport, evitant molts accidents. Concloïa que encara que gravitaven en el seu costat, havien de practicar per mantenir el control del descens. També van remolcar experimentalment un megàlit que podia estar a la vora de 10 tones de pes. Tenien aproximadament 12 persones empenyent el megàlit mentre més de 100 persones estaven estirant d'unes quantes cordes per remolcar-lo. Reeixiren a remolcar-lo a un pas bastant ràpid. També es van dur a terme experiments addicionals en unes altres localitzacions per moure megàlits grans.
Els inques van construir un gran sistema de carreteres que d'uns 25.000 km. Algunes d'aquestes carreteres estaven embellides amb pavimentacions de pedra.